# Relaciones Austria-Uruguay

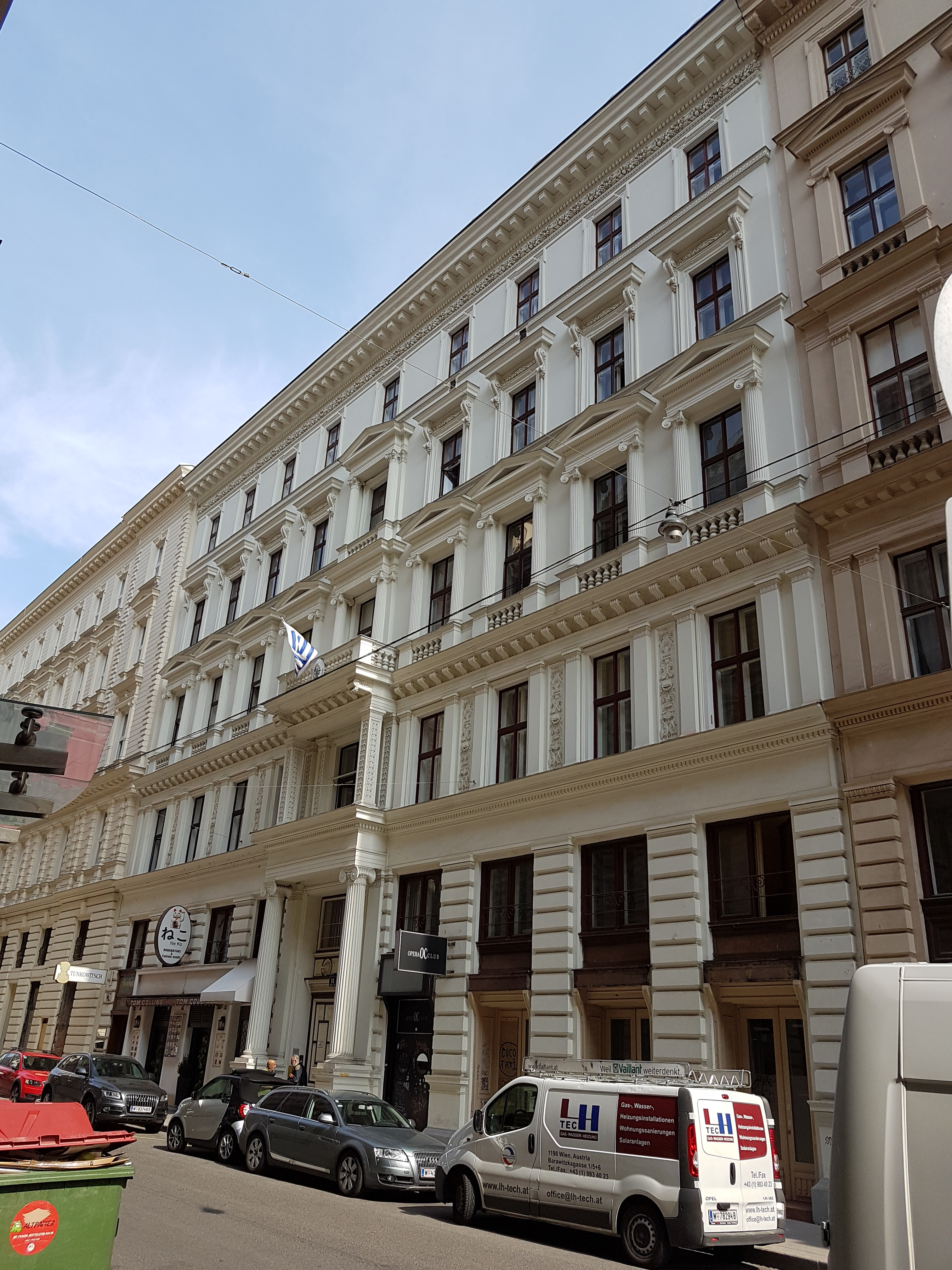
Embajada del Uruguay en Viena

Las relaciones Austria-Uruguay son las relaciones exteriores entre Austria y Uruguay. Existen relaciones diplomáticas entre ambos países desde los tiempos de la Imperio Austrohúngaro: en 1870, Baron Anton von Petz celebró un Tratado de Amistad, Comercio y Navegación entre ambos países.
El embajador de Austria en Buenos Aires es concurrente a Uruguay; Austria tiene un consulado honorario en Montevideo. Uruguay tiene una embajada en Viena (siendo el embajador concurrente también para Hungría y Eslovaquia) y un consulado en Salzburgo.
También hay un pequeño pero significativo grupo de personas con ascendencia austríaca en Uruguay, incluyendo algunos exmiembros de la nobleza austríaca.
Desde el año 2009 existe un Convenio de Seguridad Social entre ambos países.